# Lucien Gaudin
Lucien Alphonse Paul Gaudin (27. září 1886, Arras, Francie – 23. září 1934, Paříž) byl francouzský šermíř, čtyřnásobný olympijský vítěz.
Pocházel z vojenské rodiny, absolvoval pařížské Lycée Carnot, jeho učitelem šermu byl Paul Carrichon.
Vyhrál mistrovství Evropy v šermu 1921, soutěž Champion international (neoficiální mistrovství světa) 1905 a 1918, devětkrát byl mistrem Francie. Na letních olympijských hrách v roce 1912 francouzský šermířský tým nestartoval kvůli sporu o pravidla, Gaudin se tak na olympiádě objevil až po první světové válce. Vyhrál v roce 1924 soutěž družstev v kordu a fleretu, v roce 1928 vyhrál kord i fleret jednotlivců. Dvakrát získal stříbrnou medaili ve fleretu družstev (1920 a 1928). Spolu s Christianem d'Oriolou je nejúspěšnějším francouzským olympionikem všech dob. V roce 1922 podstoupil exhibiční zápas s Aldem Nadim z Itálie o nejlepšího šermíře světa, který vyhrál 20:11. Po ukončení sportovní kariéry založil firmu na výrobu sportovních filmů, po jejím bankrotu v roce 1934 spáchal sebevraždu.